# Caligavis chrysops
El mielero carigualdo (Caligavis chrysops) es una especie de ave paseriforme de la familia Meliphagidae propia de Australia. Está cercanamente relacionado y forma una superespecie con el mielero versicolor (Caligavis versicolor) y el mielero de manglar (Caligavis fasciogularis).

## Descripción
Su tamaño oscila de 15 a 17,5 centímetros. Como su nombre indica, tiene una mancha distintiva de color amarillo a cada lado de la cara enmarcado por un borde negro y una marca azul. La apariencia en ambos sexos es similar, pero los machos son ligeramente más grandes y pesados. Los jóvenes son similares a los adultos pero más claros. La especie es capaz de detectar campos geomagnéticos y los utiliza para orientarse a lo largo de las migraciones.

## Distribución y hábitat

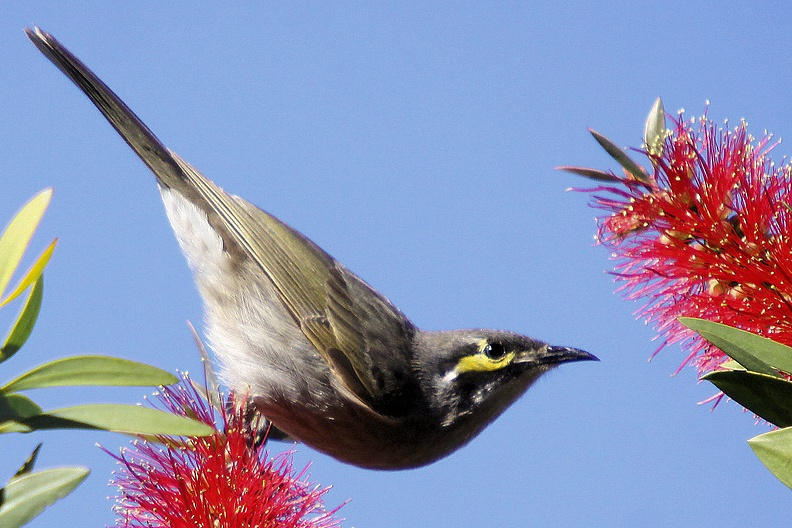
Mielero carigualdo (Caligavis chrysops) Newcastle, Nueva Gales del Sur, Australia

Se trata de una especie parcialmente migratoria en la que las aves del sur migran al norte en el invierno austral.
El mielero carigualdo habita en la costa este de Australia, desde Queensland hasta la costa sur de Australia. Su hábitat primario son los bosques pero también se encuentra en los parques de las zonas urbanizadas. También habita en el bosque tropical y los manglares. Habita zonas desde el nivel del mar hasta la zona sub-alpina.

## Comportamiento
Se alimentan de néctar, especialmente del eucaliptos y las banksias, semillas, frutas, insectos y hojas procedentes del follaje.
El mielero carigualdo cría en parejas monógamas. El macho establece el territorio pero ambos progenitores lo defienden frente agresores de otras especies.
Durante la temporada de cría, las parejas pueden tener muchas crías y el nido, que se ubica cerca del suelo, es construido exclusivamente por la hembra, la cual se encarga también de la incubación.
Suelen poner entre 1 y 3 huevos de tamaños variados y tardan unas 3 semanas en eclosionar. Una vez eclosionados ambos progenitores se turnan en la tarea de alimentar a las crías, las cuales desarrollan su plumaje en 13 días y abandonan el territorio de sus progenitores dos semanas después.

## Imágenes adicionales

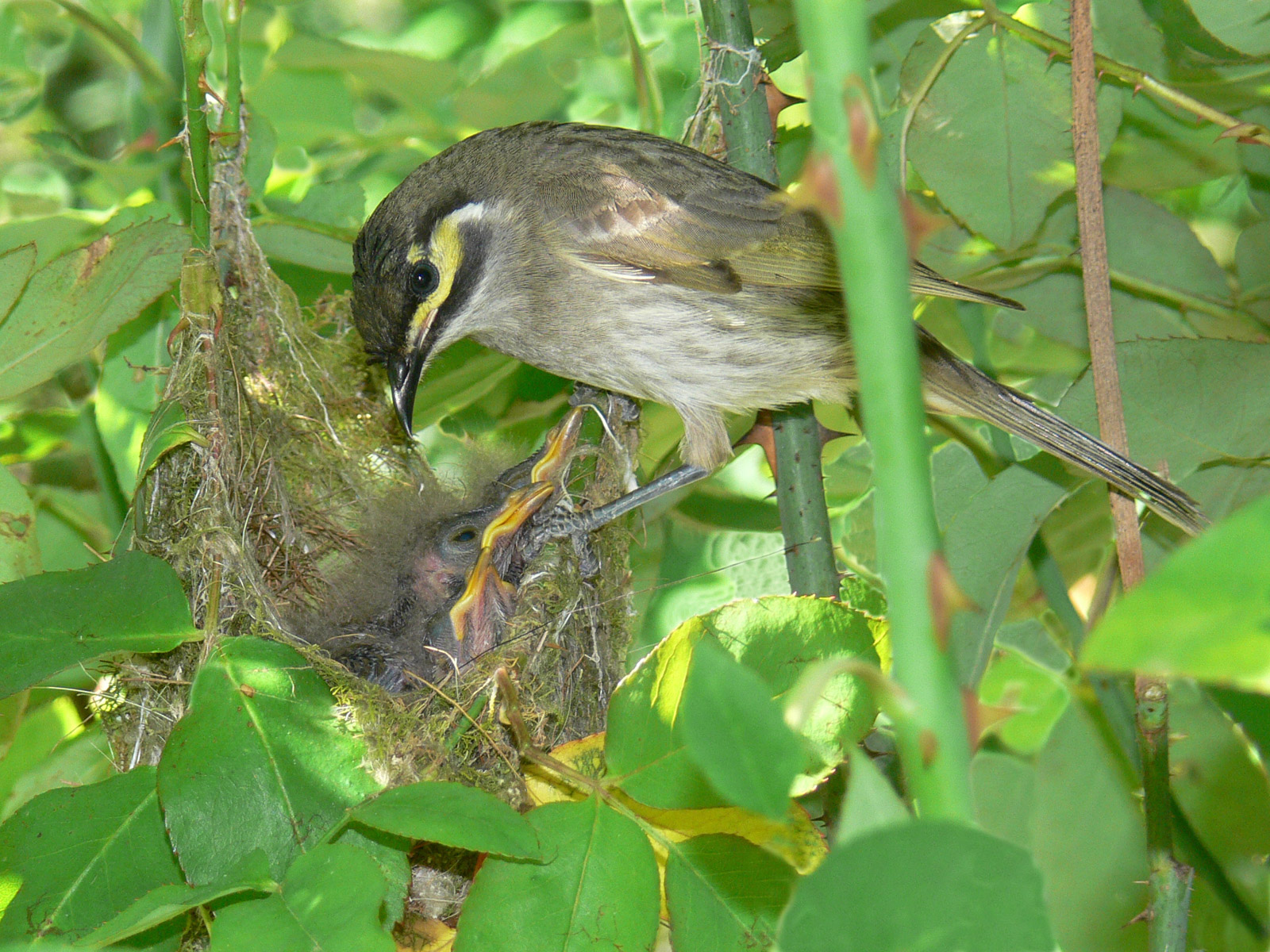
Mielero carigualdo alimentando a sus crías.
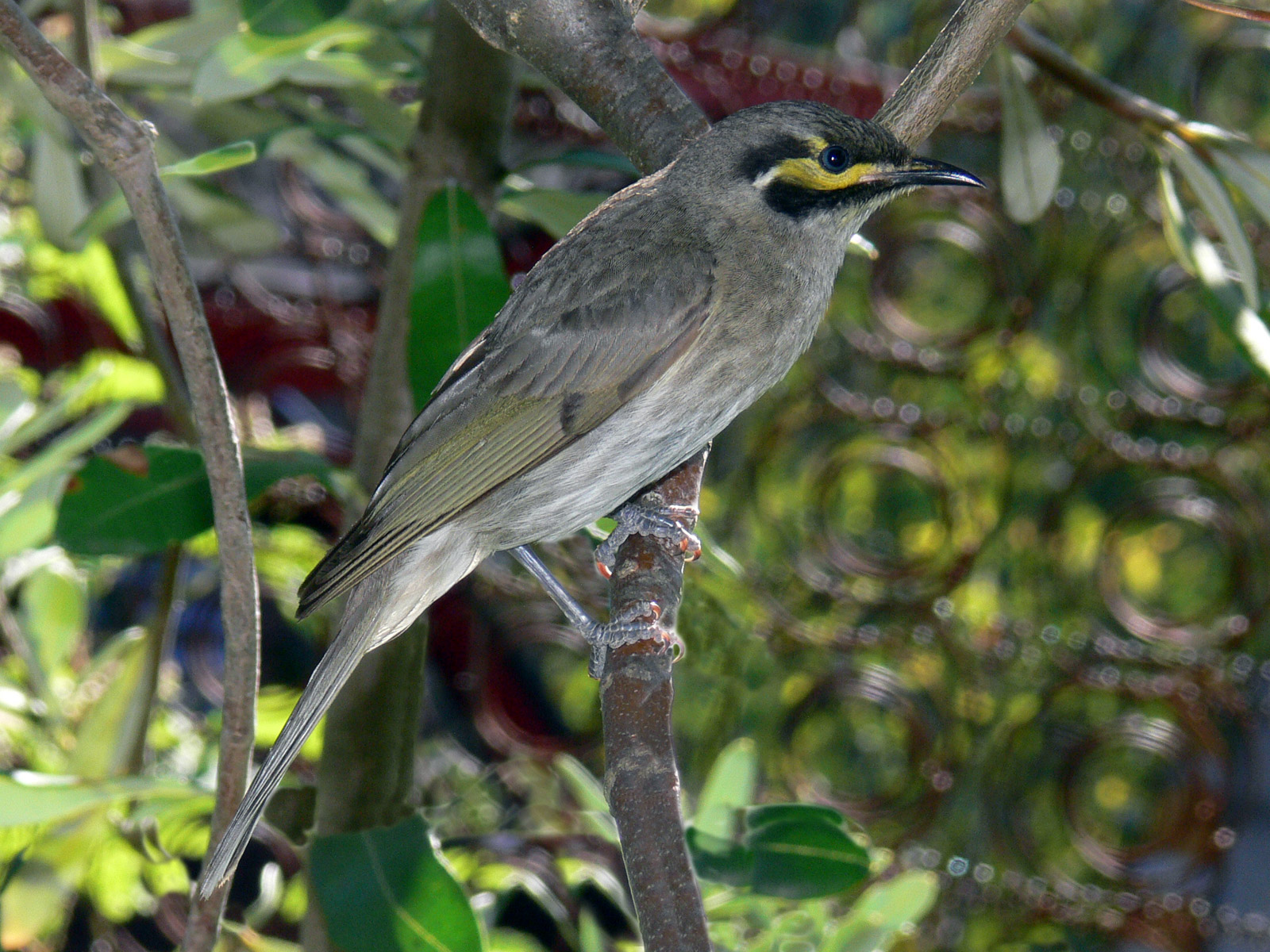
Mielero carigualdo adulto.